# Pobednik
El Pobednik (literalmente, El Víctor) es un monumento situado en la Fortaleza Kalemegdan de Belgrado, Serbia, construido para conmemorar la victoria de Serbia sobre el Imperio Otomano y el Imperio Austro-Húngaro durante las Guerras de los Balcanes y la Primera Guerra Mundial. Fue construido en 1928 y tiene 14 m de altura. Es una de las obras más famosas de Ivan Meštrović. También es una de las atracciones turísticas más visitadas de Belgrado y el símbolo más reconocible de la ciudad.
El monumento El Vencedor fue erigido en 1928 en la Zona alta de la Fortaleza de Belgrado con motivo del décimo aniversario de la victoria en el frente de Salónica. El monumento consta de una figura masculina de bronce, con un águila en la mano derecha y una espada bajada en la izquierda, trabajo del escultor Ivan Meštrović, que descansa sobre el pedestal diseñado como una columna dórica con acanaladuras y situada en una alta base cúbica, obra del arquitecto Petar Bajalović.

## Historia
La historia de la creación y construcción del monumento abarca el período de 1913 a 1928, aunque la idea original data de 1912, cuando, por la victoria en la Primera Guerra Balcánica, surgen en el público las propuestas para construir un monumento en Belgrado en honor a la victoria definitiva sobre los turcos otomanos. En agosto de 1913, el Ayuntamiento de Belgrado toma la decisión de que ese gran acontecimiento histórico se señale con la construcción de un monumento a la victoria.
En 1912, se encargó a Meštrović diseñar una grandiosa fuente conmemorativa en la plaza Terazije. La cuenca central de la fuente iba a incluir una columna sobre la que se situaría la estatua del Pobednik. El proyecto fue interrumpido tras el estallido de la segunda guerra de los Balcanes y la Primera Guerra Mundial. Posteriormente se canceló este proyecto y la estatua se colocó encima de una columna de mármol en la Fortaleza de Belgrado, y fue desvelada en 1928, durante el décimo aniversario de la ruptura del frente macedonio.
La estatua sostiene una paloma en su mano izquierda, que simboliza paz a todos los que entran a Belgrado, y una espada de guerra en su mano derecha, que representa el pasado guerrero de la ciudad. La estatua mira hacia la confluencia de los ríos Sava y Danubio, por tanto también hacia la enorme llanura panónica, la lejana montaña Fruška Gora y el Imperio Austro Húngaro de la época, es probablemente el símbolo visual más potente y popular de Belgrado.
Originalmente, el monumento fue concebido como una fuente monumental que debía colocarse en la zona de Terazije, es decir en la Plaza del príncipe Aleksandar, como se llamaba en aquel entonces. La idea era que la fuente se construyera de piedra, y  que el pedestal lo formaran figuras de cuatro leones en cuyas espaldas descansaría una pila de agua ovalada. En el centro de la fuente se levantaría una columna de mármol del cuyo extremo se erigiría la figura del Vencedor. De acuerdo con la resolución tomada en la sesión municipal del 4 de octubre de 1913, estaba previsto que Meštrović hiciera veinte máscaras de bronce para el contorno de la pila y cincuenta máscaras, también de bronce, para la columna. En octubre de 1913, Meštrović fue contratado por el Ayuntamiento y durante el mismo mes empezó con los trabajos en la creación de la fuente, que duraron hasta el comienzo de la Primera Guerra Mundial cuando el artista, por ser ciudadano austrohúngaro, se vio obligado a abandonar Belgrado.
La historia de la realización de la fuente planeada, al igual que su descripción más detallada, nos la cuenta el periódico Vreme: … Una gran pila (taza) cuya superficie exterior estaría adornada con relieves que representan guerreros a caballos al galope. Alrededor de esta pila se colocarían cabezas de leones (las de la actual fuente) que surtirían agua que confluiría en la pila […]  La columna estaría rodeada por unos cuantos anillos de bronce en los que se colocarían las máscaras de cabezas turcas y cada una echaría un chorro de agua a la pila bajo la columna. ….
Para que los trabajos de la realización de esa fuente se acabaran cuanto antes, Meštrović trasladó su taller a Belgrado. Trabajó en el semisótano de la Escuela primaria al lado de la Iglesia catedral. En poco tiempo terminó la figura del Vencedor y las cabezas de leones. Después de enviarlas a Chequia para ser fundidas, comenzó con la elaboración de los grandes relieves de los lanceros. Los bocetos de las figuras de leones también estaban terminados.
Entonces estalló la Primera Guerra Mundial. El ultimátum  austríaco le obligó a Meštrović salir de Belgrado por lo que todas las obras ya concluidas tuvieron que ser abandonadas. Durante la ocupación austríaca, alemana y húngara, todo fue destruido, salvándose únicamente la figura del Vencedor y las máscaras de leones, ya que habían sido enviadas a la fundición.
El aspecto exacto de la fuente es conocido gracias a las fotografías de los dibujos originales de Meštrović del Taller de Ivan Meštrović en Zagreb, tomadas por el escultor Veselko Zorić.
Al terminar la Primera Guerra Mundial, la idea de construir la fuente en Terazije recobró actualidad pero por falta de recursos en aquel momento, solo se costeó la fundición de la figura del Vencedor y de las máscaras de leones. Entretanto, la figura se guardaba en un almacén de tuberías de agua en el barrio belgradense de Senjak. Sin embargo, en 1923 se llegó a un acuerdo entre el Ayuntamiento de Belgrado y Meštrović para que se realizara el monumento de Terazije. Cuando se comenzó con las obras de excavación para los fundamentos y de colocación del monumento, en 1927, se produjo un escándalo y la opinión pública de Belgrado censuró, desde el punto de vista moral y artístico, la ubicación del monumento en Terazije. Con respecto a esta polémica, el mismo autor declaró: El Ayuntamiento de Belgrado me pidió la aprobación para colocar “El Vencedor” en Terazije, de manera provisional. Sabiendo que para nosotros “lo provisional” muchas veces dura demasiado, he llegado a un acuerdo con el arquitecto belgradense  Bajlović para la realización de un pedestal más sólido en el que se colocaría la figura. El ayuntamiento, según lo que he oído, ha empezado con el trabajo. Luego han interrumpido las obras. ¿Qué puedo decir yo? Si quieren colocar la figura en Terazije pues, que la coloquen. Si han encontrado un sitio mejor, que la pongan allí – aunque no sé por qué no podría quedarse en Terazije. Al fin y al cabo, puede permanecer donde ha estado hasta ahora – en la barraca. Por mí, lo que más me gustaría es tener oportunidad de hacer toda la fuente tal y como fue ideada.
Tras muchas polémicas, discusiones y críticas, el Ayuntamiento de Belgrado  decidió que el monumento no se colocaría en Terazije sino en algún otro lugar fuera de la ciudad. El alcalde Kumanudi informa a Meštrović que las obras de colocación del monumento en Terazije han sido suspendidas en contra de su orden. Finalmente, la escultura ocupa el lugar en el llano de la Zona alta de la Fortaleza de Belgrado. La decisión sobre la ubicación del Vencedor coincidió con la finalización de la reforma del Paseo del Sava y de la Gran escalera en Kalemegdan, al igual que con el aniversario de la victoria en el frente de Salónica. Precisamente en homenaje a aquel evento, el 7 de octubre de 1928, se organizó la inauguración solemne del nuevo tramo del Paseo del Sava y del monumento El Vencedor.
En la obra completa de Ivan Meštrović, la escultura del Vencedor, hecha en 1913, inmediatamente después del ciclo de esculturas destinadas al templo de Vidovdan (en memoria de la Batalla de Kosovo) – representa la continuidad conceptual y estilística del ciclo mencionado, al que pertenecen obras emblemáticas de la plástica de Meštrović, tales como las esculturas de Miloš Obilić, Srđa Zlopogleđa, Marko Kraljević. El monumento fue concebido de forma monumental con una figura masculina, atlética y desnuda, colocada en una columna alta – en plan simbólico representa la figura icónica de la victoria. Como solución iconográfica para personificar el triunfo de la nación vencedora, se optó por el motivo simbólico del héroe mítico - Hércules,  tomado del vocabulario de  la herencia clásica.
Después de la Primera Guerra Mundial, al ser constituido el nuevo estado y dentro del ámbito de una nueva sensibilidad, el concepto primitivo del monumento dedicado al Vaticinio de la victoria y la libertad y su diseño original como motivo final de una fuente monumental, que debía colocarse en Terazije, representando un símbolo de la libertad y liberación de la opresión turca durante cinco siglos – perdió su significado auténtico por lo que el nombre del monumento proviene de su nuevo cometido en homenaje a la victoria en el frente de Salónica y el triunfo del ejército serbio en la Primera Guerra Mundial.
La sencillez del pedestal y la bien medida altura de su colocación, facilita la visión del monumento más como un todo que en sus detalles. De esta manera se ha conseguido el efecto deseado de monumentalidad y la percepción del mismo monumento como un signo o símbolo. Con el tiempo, El Vencedor ha llegado a ser una de las señas más emblemáticas de Belgrado y, junto con el Monumento de gratitud a Francia, pertenece a los pocos monumentos públicos monumentales que se levantaron en Belgrado entre las dos guerras mundiales y que se caracterizan por el ansia de conseguir la modernidad estilística de la época.
El monumento El Vencedor se declaró patrimonio cultural en 1992 (Boletín Oficial de Belgrado, No. 26/92).

## Galería de imágenes

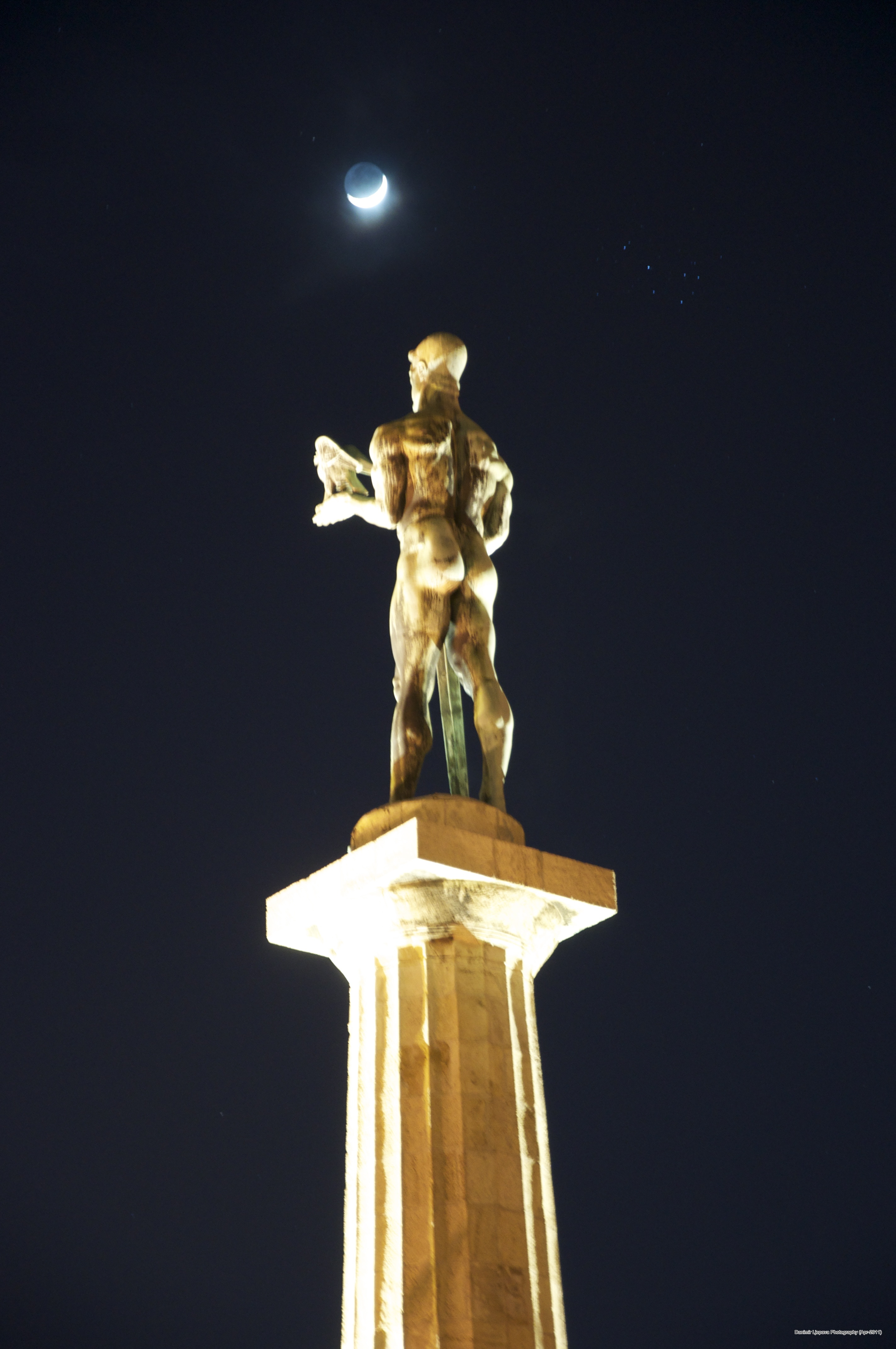
La Estatua del Pobednik por la noche con la Luna y la Osa Menor al fondo.
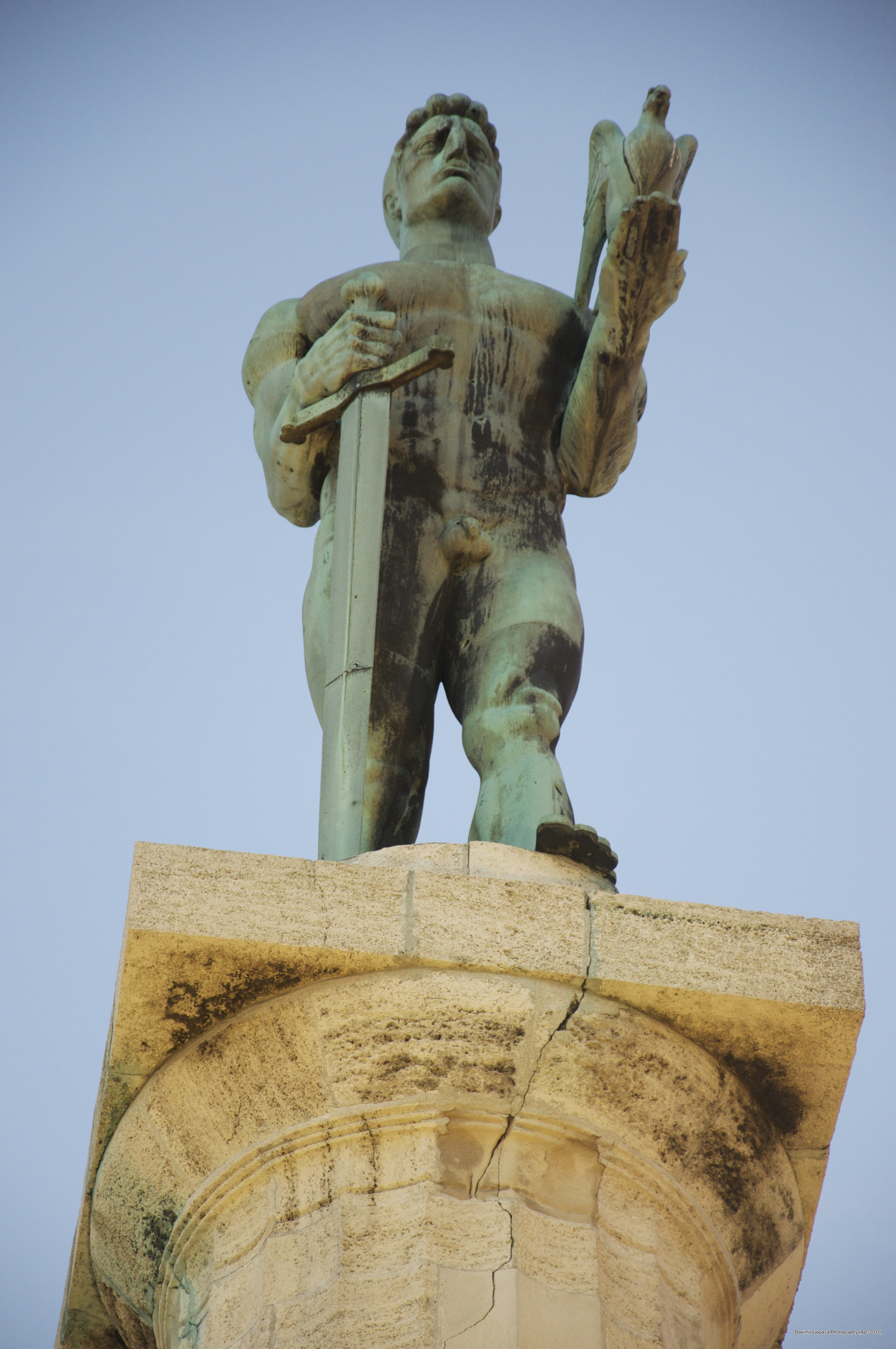
Vista de la estatua desde cerca.
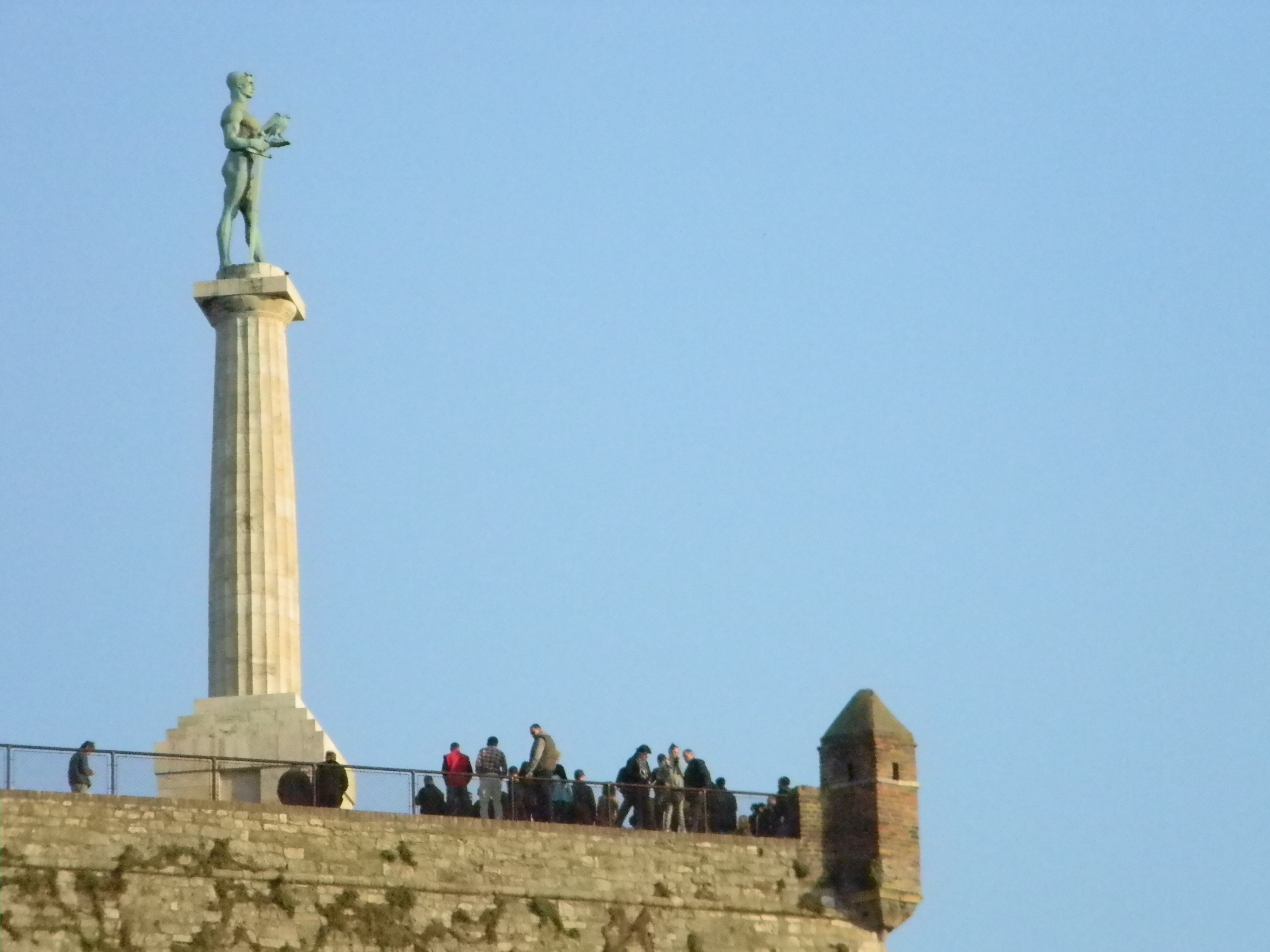
Vista de la estatua desde lejos.
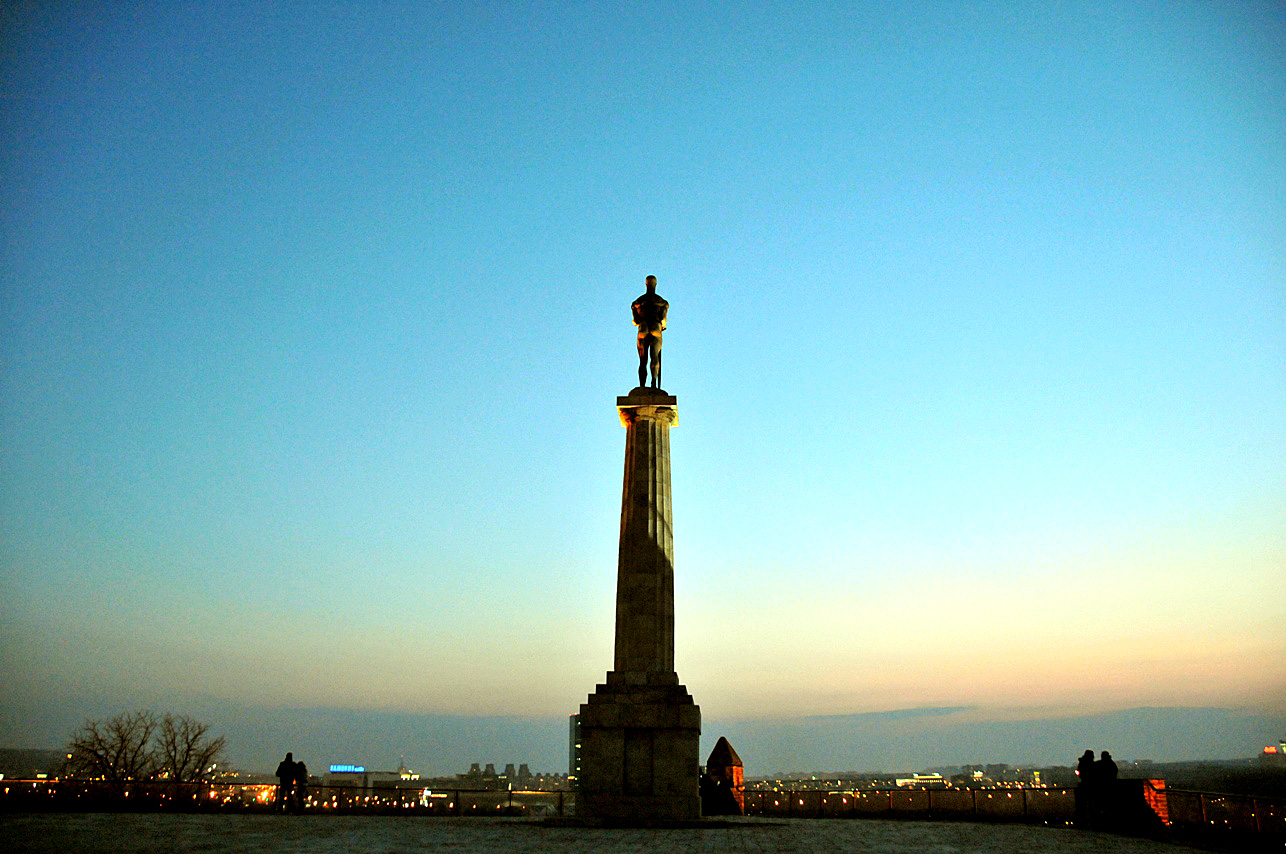
La estatua durante el ocaso.

## Literatura
- Duško Kečkemet, Život Ivana Meštrovića (1883.- 1962.-2002.), Zagreb 2009.
- Vanušić, Podizanje spomenika pobede na Terazijama, Nasleđe IX, Beograd 2008. 193-210.
- Radina Vučetić - Mladenović, Pobeđeni Pobednik Polemike uoči postavljanja Meštrovićevog spomenika, Godišnjak za društvenu istoriju VI 1999, sv. 2, str. 110—123.
- Dokumentacija Zavoda za zaštitu spomenika kulture grada Beograda.